# Chloreuptychia agatha
Espèce
Chloreuptychia agatha  est une espèce de papillons de la famille des Nymphalidae et de la sous-famille des Satyrinae, de la tribu des Satyrini, de la sous-tribu des Euptychiina.

## Dénomination
L'espèce Chloreuptychia agatha  a été décrit par l'entomologiste britannique Arthur Gardiner Butler en 1867, sous le nom initial de Euptychia agatha.

### Nom vernaculaire
Chloreuptychia agatha se nomme Agatha Blue Ringlet ou Agatha's Satyr en anglais,.

## Description
Chloreuptychia agatha est un papillon dont le revers est gris bleu violacé nacré avec trois bandes marron, discale et postdiscales, un ocelle noir cerné de jaune pupillé à l'apex des ailes antérieures et aux ailes postérieures une ligne d'ocelles cernés de jaune dont les deux proches de l'apex et le gros proche de l'angle anal sont noir et pupillés.

## Biologie
Sa biologie n'est pas connue.

## Écologie et distribution
Chloreuptychia agatha est présent en Colombie, en Équateur et au Brésil,.

### Biotope
Chloreuptychia agatha réside en forêt primaire.

### Protection
Pas de statut de protection particulier